# ميغيل أنخيل رويز غارسيا
ميغيل أنخيل رويز غارسيا (بالإسبانية: Miguel Ángel Ruiz García)‏ (5 يناير 1955 بطليطلة في إسبانيا - ) هو لاعب كرة قدم إسباني في مركز الدفاع. لعب مع أتلتيكو مدريد ب وأتلتيكو مدريد ونادي ألباسيتي ونادي مالقا وسي دي مالقا.

## وصلات خارجية
- ميغيل أنخيل رويز غارسيا على موقع قاعدة بيانات كرة القدم.إي يو (الإنجليزية)